# VietJet Air
A VietJet Air egy vietnámi légitársaság, amely 2011 decemberében kezdte meg működését. Jelenleg a Sovico Holdings tulajdonában van.

## Flotta
2020. májusában a légitársaságnál az alábbi gépek üzemeltek:
| Típus              | Üzemben | Rendelés alatt | Utasszám | Megjegyzés                     |
| ------------------ | ------- | -------------- | -------- | ------------------------------ |
| Airbus A320-200    | 18      | —              | 180      |                                |
| Airbus A321-200    | 7       | —              | 220      |                                |
| Airbus A321-200    | 32      | —              | 230      |                                |
| Airbus A321neo     | 11      | 102            | 230      |                                |
| Airbus A321neo     | 5       | 102            | 240      | Airbus Cabin Flex konfiguráció |
| Airbus A321XLR     | —       | 20             |          | Airbus Cabin Flex konfiguráció |
| Boeing 737 MAX 8   | —       | 20             |          |                                |
| Boeing 737 MAX 200 | —       | 100            |          |                                |
| Boeing 737 MAX 10  | —       | 80             |          |                                |
| Összesen           | 73      | 322            |          |                                |